# Aszami Tosio
Aszami Tosio (japánul 浅見俊雄, Hepburn-átírással Asami Toshio, nyugaton: Toshio Asami; Szaitama, 1933. október 3. –) japán nemzetközi labdarúgó-játékvezető.

## Pályafutása

### Nemzeti játékvezetés
A játékvezetésből 1956-ban vizsgázott, 1959-ben lett az I. Liga játékvezetője. A nemzeti játékvezetéstől 1983-ban vonult vissza.

### Nemzetközi játékvezetés
A Japán labdarúgó-szövetség Játékvezető Bizottsága (JB) terjesztette fel nemzetközi játékvezetőnek, a Nemzetközi Labdarúgó-szövetség (FIFA) 1961-től tartotta nyilván bírói keretében. Több nemzetek közötti válogatott és klubmérkőzést vezetett, vagy működő társának partbíróként segített. A japán nemzetközi játékvezetők rangsorában, a világbajnokság-Ázsia/Óceánia-bajnokság sorrendjében többedmagával az 1. helyet foglalja el 4 találkozó szolgálatával. Az aktív nemzetközi játékvezetéstől 1983-ban búcsúzott.

#### Világbajnokság
A világbajnoki döntőhöz vezető úton Argentínába a XI., az 1978-as labdarúgó-világbajnokságra és Spanyolországba a XII., az 1982-es labdarúgó-világbajnokságra a UEFA JB játékvezetőként alkalmazta.

##### 1978-as labdarúgó-világbajnokság

###### Selejtező mérkőzés
| Időpont          | Helyszín                    | Mérkőzés típusa               | Mérkőzés           | Eredmény |
| ---------------- | --------------------------- | ----------------------------- | ------------------ | -------- |
| 1977. március 3. | Központi Stadion, Szingapúr | Ázsia (AFC) zóna (1. csoport) | India–Malajzia     | 0 : 0    |
| 1977. március 6. | Központi Stadion, Szingapúr | Ázsia (AFC) zóna (1. csoport) | Szingapúr–Malajzia | 1 : 0    |

##### 1982-es labdarúgó-világbajnokság

###### Selejtező mérkőzés
| Időpont        | Helyszín                 | Mérkőzés típusa                   | Mérkőzés         | Eredmény |
| -------------- | ------------------------ | --------------------------------- | ---------------- | -------- |
| 1981. május 7. | Központi Stadion, Tajpej | Ázsia (AFC)/OFC zóna (1. csoport) | Tajwan–Új-Zéland | 0 : 0    |

---

##### U20-as labdarúgó-világbajnokság
Japánban rendezték az  1979-es ifjúsági labdarúgó-világbajnokságot, ahol a FIFA JB bírói szolgálattal bízta meg.

###### 1979-es ifjúsági labdarúgó-világbajnokság
| Időpont             | Helyszín                | Mérkőzés típusa              | Mérkőzés              | Eredmény | Nézők száma |
| ------------------- | ----------------------- | ---------------------------- | --------------------- | -------- | ----------- |
| 1979. augusztus 30. | Központi Stadion, Omija | csoportmérkőzés (B. csoport) | Jugoszlávia–Indonézia | 5 : 0    | 7 500       |

#### Ázsia-kupa
Irán rendezte a 6., az 1976-os Ázsia-kupa labdarúgó tornát, ahol az Ázsiai Labdarúgó-szövetség (AFC) JB bíróként foglalkoztatta.

##### 1976-os Ázsia-kupa

###### Ázsia-kupa mérkőzés
| Időpont          | Helyszín                     | Mérkőzés típusa | Mérkőzés  | Eredmény | Nézők száma |
| ---------------- | ---------------------------- | --------------- | --------- | -------- | ----------- |
| 1976. június 10. | PR Aryamehr Stadion, Teherán | egyik elődöntő  | Irán–Kína | 2 : 0    | 60 000      |

#### Olimpia
Az 1964. évi nyári olimpiai játékok labdarúgó tornájának mérkőzésein a FIFA JB kifejezetten partbírói szolgálattal bízta meg. Minden alkalommal második számú partbírói pozícióban szolgálta a labdarúgást.

##### 1964. évi nyári olimpiai játékok
| Időpont           | Helyszín                       | Mérkőzés típusa              | Mérkőzés       | Eredmény | Játékvezető            |
| ----------------- | ------------------------------ | ---------------------------- | -------------- | -------- | ---------------------- |
| 1964. október 11. | Központi Stadion, Omija        | csoportmérkőzés (A. csoport) | Mexikó–Románia | 1 : 3    | Jokojama Jozó          |
| 1964. október 13. | Csicsibu Herceg Stadion, Tokió | csoportmérkőzés (A. csoport) | Irán–Mexikó    | 1 : 1    | Joseph Stanley Wontumi |

## Sportvezetőként
- Saitamakenritsuurawakotogakko edző
- 1964-ben Japán ifjúsági csapatának edzője
- 1975-ben az University of Tokyo rendezője
- A Nemzeti Sport Science Center, a Japán Labdarúgó-szövetség tanácsadója,
- 1986-1994 között az Ázsiai Labdarúgó-szövetség Játékvezetők Bizottságának elnöke, a Fegyelmi Bizottsága alelnöke.
- 2001 – 2004 között a Japán Játékvezető Bizottság elnök, J League főállású igazgatója.

## Szakmai sikerek
- University of Tokyo, Nippon Sport Science University nyugalmazott professzora.
- 1983-ban a nemzetközi játékvezetés hírnevének erősítése, hazájában 10 éve a legmagasabb Ligában (osztályban) folyamatosan tevékenykedő, eredményes pályafutása elismeréseként, a FIFA JB felterjesztésére az 1965-ben alapított International Referee Special Award címmel és oklevéllel tüntette ki.
- 2010. augusztus 17-én a Japán Labdarúgó Hall of Fame múzeumának tagja lett.
- 2013. május 3-án megkapta az Ázsiai Labdarúgó-szövetség legmagasabb elismerését, a Lifetime Achievement Award AFC Gold Star Award

## Írásai
Több sportszakmai és játékvezetői könyv szerzője, társszerzője.